# Bandera de Niue

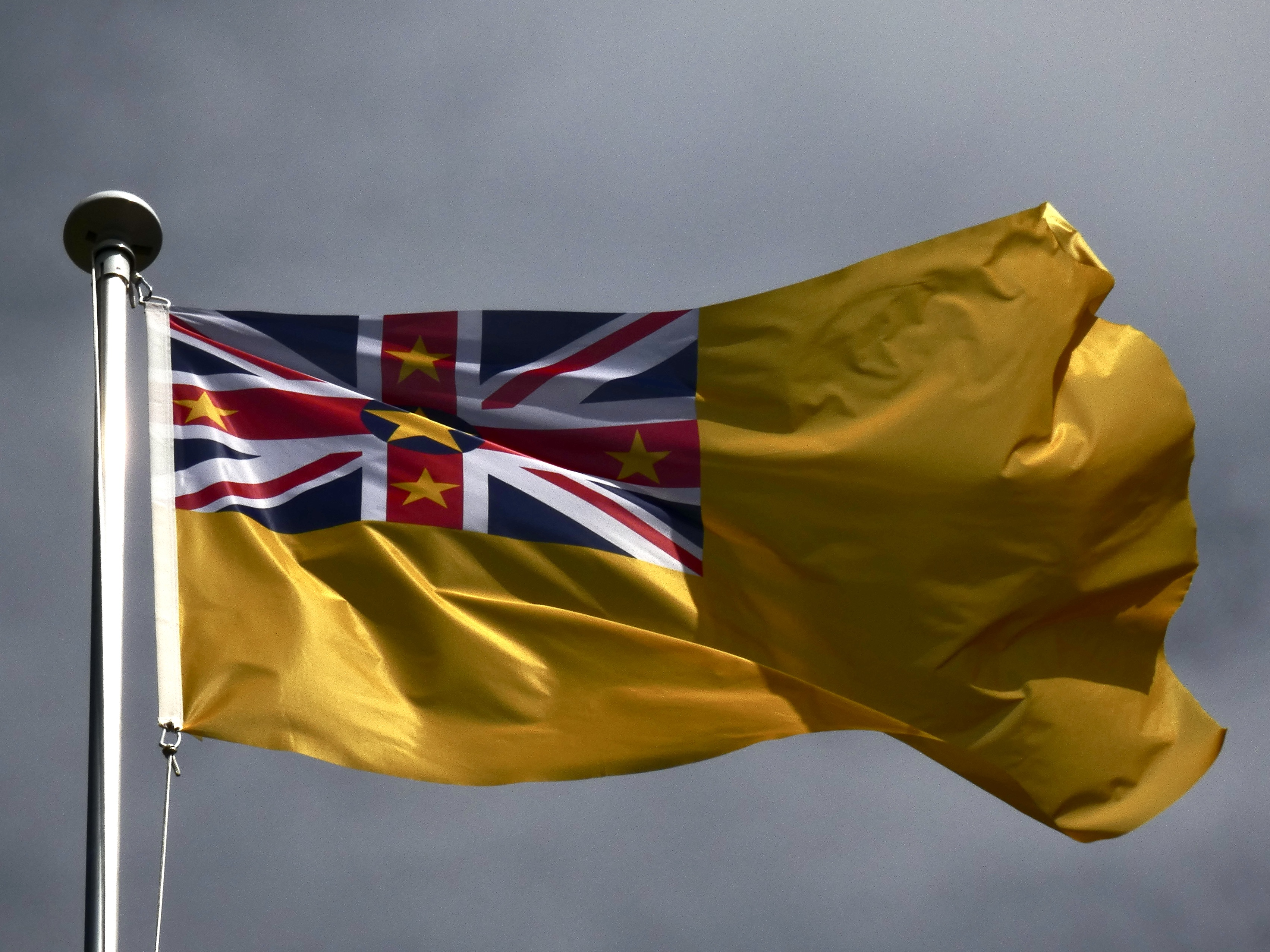
Bandera de Niue als Jocs de la Commonwealth, Birmingham, 2022

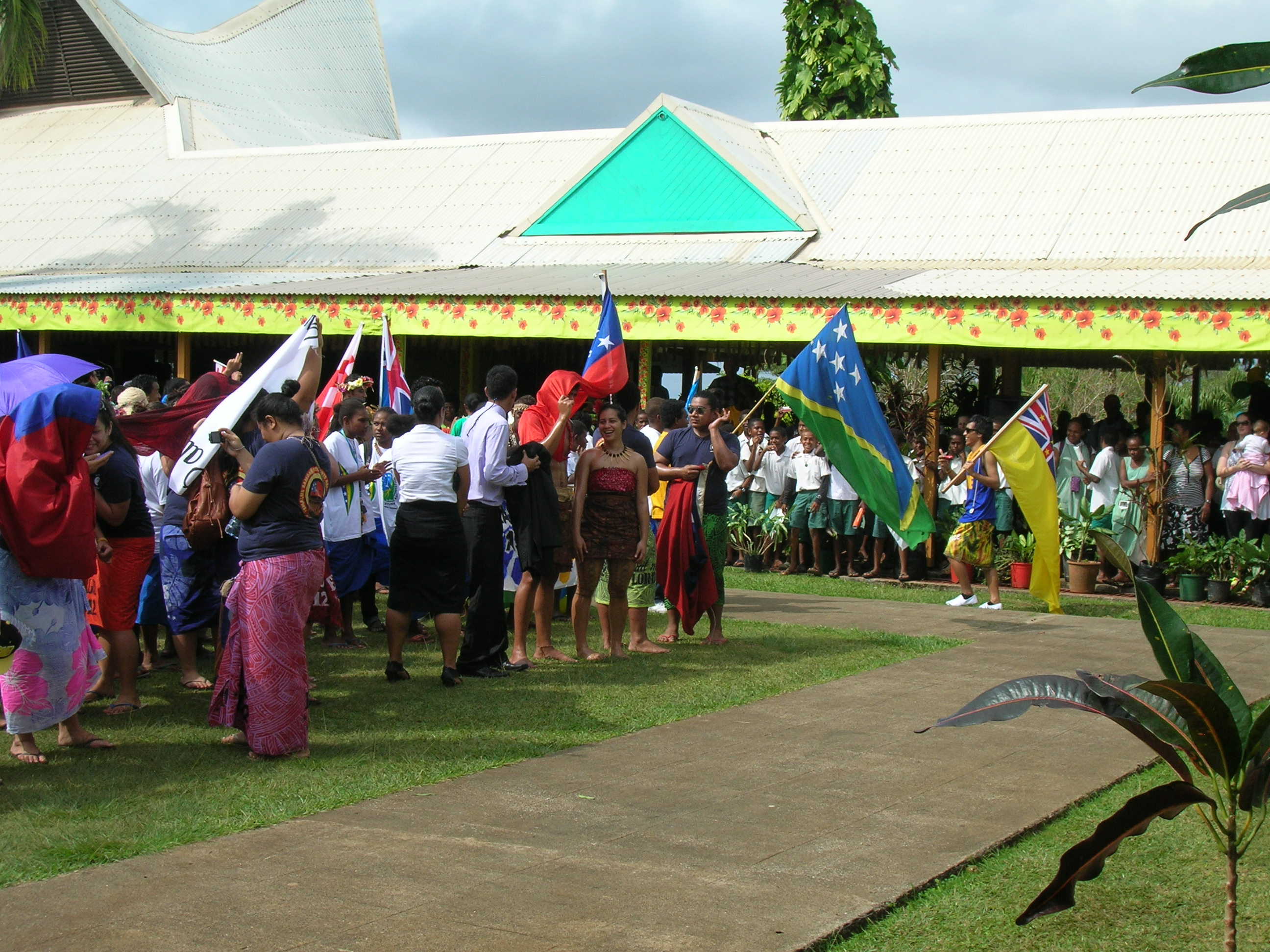
Bandera de Niue visible a la dreta.

La bandera de Niue, illa del pacífic associada a Nova Zelanda, és una bandera que va ser adoptada el 15 d'octubre de 1975. Consisteix en la bandera del Regne Unit coneguda com Union Jack a la cantonada superior esquerra amb una estrella al mig i quatre estrelles que formen un diamant al seu voltant. És molt inusual per a una bandera basada en un disseny d'ensenya britànica, que tingui no només un fons groc, sinó també una Union Jack editada al costat. Va ser dissenyada per Patricia Rex, l'esposa del llavors primer ministre Robert Rex.

## Definició
De la Llei de la bandera de Niue de 1975 : "La bandera nacional de Niue serà una bandera groga daurada, que portarà al cantó superio la bandera de la Unió, comunament coneguda com a Union Jack, que mostrarà 2 estrelles grogues de cinc puntes a la línia vertical i a la seva línia horitzontal separada per un disc blau mostrarà una estrella groga de cinc puntes més gran".

## Simbolisme
El simbolisme representat per la bandera es descriu a l'Acta. La Union Jack simbolitza la protecció concedida pel Regne Unit el 1900 després de la petició dels reis i caps de Niue. En efecte, la bandera fou adoptada el 1975 després de la independència de l'illa, tot i que va restar en lliure associació. La bandera britànica recorda que el 1900 l'illa va esdevenir un protectorat britànic i després fou annexat a Nova Zelanda.
El camp groc simbolitza "la brillantor del sol de Niue i els sentiments càlids del poble de Niue cap a Nova Zelanda i la seva gent". L'associació amb Nova Zelanda, que va assumir la responsabilitat i l'administració de Niue el 1901, també està representada per les quatre petites estrelles que representen la Creu del Sud. Finalment, el disc blau que conté una estrella més gran representa el mar blau profund que envolta l'illa autònoma de Niue.
Les quatre estrelles que formen una Creu del Sud que es troba en moltes banderes del pacífic, com a la bandera de Nova Zelanda i l'estrella central simbolitza l'illa i la seva autonomia al mig de l'oceà.